# Таддео ді Бартоло
Тадде́о ді Ба́ртоло (також Тадде́о Ба́ртолі; італ. Taddeo di Bartolo; бл. 1362, Сієна — 1442, там само) — італійський живописець.

## Біографія
Про художника відомостей мало. Народився у Сієні, активно працював в багатьох італійських містах: Сієні, Генуї, Перуджі, Пізі, Вольтеррі та ін.
Творчість Таддео ді Бартоло традиційна. Архаїчні вівтарні образи Ісуса Христа, Мадонни і євангельських святих, створені ним, відрізняються суворістю і лаконізмом, що притаманні готичному мистецтву. Дещо осторонь в його творчості знаходиться серія фресок, що прикрашають Палаццо Пуббліко в Сієні і присвячені римським республіканських героям (1404—1414). Тема громадянського обов'язку, яка звучала у цих фресках, стала досить популярною значно пізніше, в епоху Високо і Пізнього Відродження.
Таддео ді Бартоло був наставником італійського художника Доменіко ді Бартоло, який також працював у Сієні.

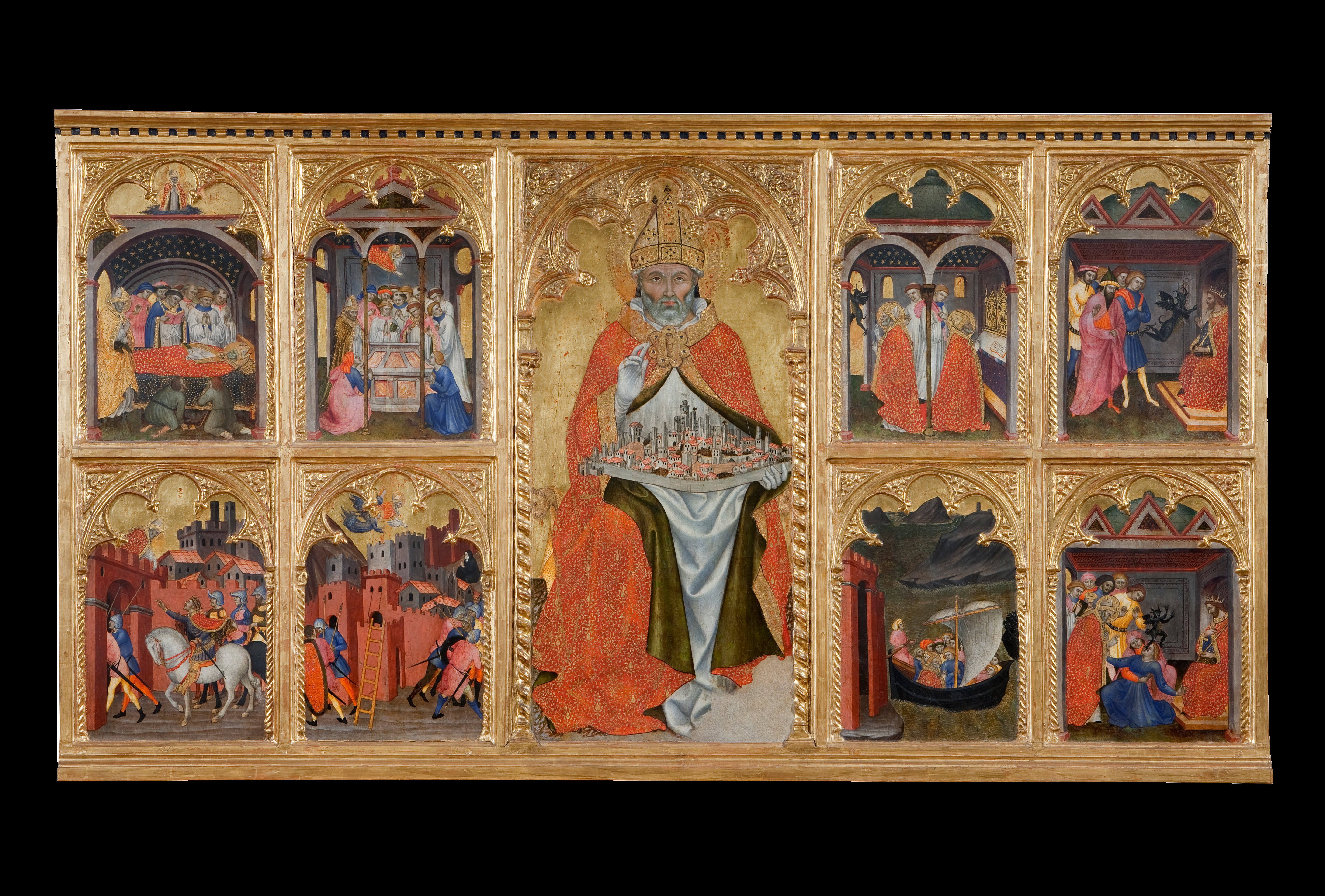
«Св. Джемініан (Сан-Джиміньяно) і сцени з його життя». 1401, Міський музей, Сан-Джиміньяно

Художник помер у Сієні у 1422 році.